# Радхуан Чеббі
Радхуан Чеббі (араб. رضوان شعيبي; нар. 8 серпня 1985, місто Туніс) — туніський борець греко-римського та вільного стилів, триразовий переможець, триразовий срібний та бронзовий призер чемпіонатів Африки, бронзовий призер Африканських ігор. Усі нагороди здобув у змаганнях з греко-римської боротьби. Учасник двох Олімпійських ігор, причому на Олімпіаді 2012 року взяв участь у змаганнях з греко-римської боротьби, а на Олімпіаді 2016 року — у змаганнях з вільної боротьби.

## Життєпис
Боротьбою почав займатися з 2001 року.
Виступає за борцівський клуб «Есперансе» Туніс. Тренери — Амор Бач Хамба і Мухамед Навар.

## Спортивні результати на міжнародних змаганнях

### Виступи на Олімпіадах
| Змагання                    | Збірна | Вагова категорія                  | Місце |
| --------------------------- | ------ | --------------------------------- | ----- |
| Літні Олімпійські ігри 2012 | Туніс  | греко-римська боротьба, до 120 кг | 15    |
| Літні Олімпійські ігри 2016 | Туніс  | вільна боротьба, до 125 кг        | 19    |

### Виступи на Чемпіонатах світу
| Змагання                        | Збірна | Вагова категорія                  | Місце |
| ------------------------------- | ------ | --------------------------------- | ----- |
| Чемпіонат світу з боротьби 2011 | Туніс  | греко-римська боротьба, до 120 кг | 32    |
| Чемпіонат світу з боротьби 2013 | Туніс  | греко-римська боротьба, до 120 кг | 8     |

### Виступи на Чемпіонатах Африки
| Змагання                         | Збірна | Вагова категорія                  | Місце  |
| -------------------------------- | ------ | --------------------------------- | ------ |
| Чемпіонат Африки з боротьби 2010 | Туніс  | греко-римська боротьба, до 120 кг | Срібло |
| Чемпіонат Африки з боротьби 2011 | Туніс  | греко-римська боротьба, до 120 кг | Золото |
| Чемпіонат Африки з боротьби 2012 | Туніс  | греко-римська боротьба, до 120 кг | Бронза |
| Чемпіонат Африки з боротьби 2013 | Туніс  | греко-римська боротьба, до 120 кг | Золото |
| Чемпіонат Африки з боротьби 2014 | Туніс  | греко-римська боротьба, до 130 кг | Золото |
| Чемпіонат Африки з боротьби 2016 | Туніс  | греко-римська боротьба, до 130 кг | Срібло |
| Чемпіонат Африки з боротьби 2017 | Туніс  | греко-римська боротьба, до 130 кг | Срібло |

### Виступи на Африканських іграх
| Змагання              | Збірна | Вагова категорія                  | Місце  |
| --------------------- | ------ | --------------------------------- | ------ |
| Африканські ігри 2015 | Туніс  | греко-римська боротьба, до 130 кг | Бронза |

### Виступи на інших змаганнях
| Змагання                                                       | Збірна | Вагова категорія                  | Місце  |
| -------------------------------------------------------------- | ------ | --------------------------------- | ------ |
| Арабські ігри 2011                                             | Туніс  | греко-римська боротьба, до 120 кг | Бронза |
| Золотий Гран-прі з боротьби 2012 (Сомбатгей)                   | Туніс  | греко-римська боротьба, до 120 кг | 7      |
| Олімпійський кваліфікаційний турнір з боротьби 2012 (Марракеш) | Туніс  | греко-римська боротьба, до 120 кг | Золото |
| Середземноморський чемпіонат з боротьби 2012                   | Туніс  | греко-римська боротьба, до 120 кг | Бронза |
| Trophee Milone 2012                                            | Туніс  | греко-римська боротьба, до 120 кг | Срібло |
| Гран-прі Іспанії з боротьби 2012                               | Туніс  | греко-римська боротьба, до 120 кг | 4      |
| Турнір Вехбі Емре 2013                                         | Туніс  | греко-римська боротьба, до 120 кг | 10     |
| Золотий Гран-прі з боротьби 2013 (Сомбатгей)                   | Туніс  | греко-римська боротьба, до 120 кг | 10     |
| Середземноморські ігри 2013                                    | Туніс  | греко-римська боротьба, до 120 кг | Срібло |
| Турнір Дана Колова — Николи Петрова 2014                       | Туніс  | греко-римська боротьба, до 130 кг | 5      |
| Trophee Milone 2014                                            | Туніс  | греко-римська боротьба, до 130 кг | Золото |
| Гран-прі Іспанії з боротьби 2014                               | Туніс  | греко-римська боротьба, до 130 кг | Срібло |
| Турнір «Олімпія» 2014                                          | Туніс  | греко-римська боротьба, до 130 кг | Срібло |
| Меморіал Абделазіза Услаті 2015                                | Туніс  | греко-римська боротьба, до 130 кг | Золото |
| Меморіал Абделазіза Услаті 2015                                | Туніс  | вільна боротьба, до 125 кг        | Срібло |
| Турнір Дана Колова — Николи Петрова 2015                       | Туніс  | вільна боротьба, до 125 кг        | 5      |
| Олімпійський кваліфікаційний турнір з боротьби 2016 (Алжир)    | Туніс  | греко-римська боротьба, до 130 кг | Бронза |
| Олімпійський кваліфікаційний турнір з боротьби 2016 (Стамбул)  | Туніс  | греко-римська боротьба, до 130 кг | Бронза |
| Київський Міжнародний турнір з боротьби 2017                   | Туніс  | греко-римська боротьба, до 130 кг | 7      |